# Jihad (мініальбом)
Jihad — це мініальбом американського ню-метал гурту Otep, випущений 19 червня 2001 року. Всі треки, за винятком композиції «Germ» пізніше були перезаписані та видані у складі дебютного студійного альбому гурту — Sevas Tra.

## Список треків
Автор музики і слів Д. Агілера, М. Бістані, М. Марш, Дж. Мак-Ґвайр та Отеп Шамая. 
| #     | Назва                   | Тривалість |
| ----- | ----------------------- | ---------- |
| 1.    | «Possession»            | 5:05       |
| 2.    | «The Lord Is My Weapon» | 3:40       |
| 3.    | «Germ»                  | 8:31       |
| 4.    | «Fillthee»              | 3:29       |
| 5.    | «T.R.I.C.»              | 2:55       |
| 23:43 |                         |            |

## T.R.I.C. / The Lord Is My Weapon
| Попередній |

| «Blood Pigs» 2002 | Наступний |

| Попередній |

| «Blood Pigs» 2002 | Наступний |

| Попередній |

| «Blood Pigs» 2002 | Наступний |

| Попередній |

| «Blood Pigs» 2002 | Наступний |

## Учасники
- Отеп Шамая — вокал
- Тарвер Марш — гітари
- Дейв «Spooky» Агілера — гітари
- Джейсон «eViL j» Мак-Ґвайр — бас-гітара, бек-вокал
- Марк «Moke» Бістані — ударні

## Виробництво
- Продюсер: Річ Кості
- Звукорежисер: Річ Кості
- Мікшування: Річ Кості
- Мастеринг: Едді Шреєр
- A&R: Рон Лаффітт
- Артдиректор: Венді Дуґан
- Дизайн: Венді Дуґан